# Cycloramphus duseni
Espèce
Synonymes
- Telmatobius duseni Andersson, 1914

Statut de conservation UICN

 DD  : Données insuffisantes
Cycloramphus duseni est une espèce d'amphibiens de la famille des Cycloramphidae.

## Répartition
Cette espèce est endémique de l'État de Paraná au Brésil. Elle se rencontre à Casa Ypiranga dans la municipalité de Morretes à environ 600 m d'altitude dans la Serra do Mar.

## Description
Les mâles mesurent jusqu'à 37,7 mm et les femelles jusqu'à 43,7 mm.

## Étymologie
Cette espèce est nommée en l'honneur de Per Karl Hjalmar Dusén (1855-1926).

## Publication originale
- Andersson, 1914 : A new Telmatobius and new teiidoid lizards from South America. Arkiv för zoologi, vol. 9, no 3, p. 1-12 (texte intégral).